# عبد الرحمن حماد (رياضي)
عبد الرحمن حماد (مولود 27 ماي 1977) هو رياضي ألعاب قوى جزائري متخصص في القفز العالي. أهم نتيجة له هي فوزه ببرونزية في ألعاب سيدني الأولمبية سنة 2000.

## إنجازات
- دورة الألعاب العربية العاشرة 2004—الميدالية الذهبية
- سباق الجائزة الكبرى لألعاب القوى النهائي 2002—المركز الثالث
- بطولة الأفريقية 2002—الميدالية الذهبية
- ألعاب البحر الأبيض المتوسط 2001—الميدالية الذهبية
- ألعاب الأولمبياد الصيفية سنة 2000—الميدالية البرونزية
- بطولة الأفريقية 2000—الميدالية الذهبية
- ألعاب عموم أفريقيا 1999—الميدالية الفضية
- بطولة الأفريقية 1998—الميدالية الذهبية
- دورة الألعاب العربية الثامنة 1997—الميدالية الفضية

## المناصب السابقة
- رئيس اللجنة الأولمبية الرياضية الجزائرية 2020
- عضو المكتب التنفيذي للجنة الدولية لألعاب البحر الأبيض المتوسط

## وصلات خارجية
- عبد الرحمن حماد على موقع الاتحاد الدولي لألعاب القوى (الإنجليزية)
- عبد الرحمن حماد على موقع اللجنة الأولمبية الدولية (الإنجليزية)
- عبد الرحمن حماد على موقع أوليمبيديا (الإنجليزية)